# Enrique Ponce Luque
Enrique Ponce Luque, (Babahoyo, 7 de marzo de 1920 - Guayaquil, 26 de marzo de 2012) además de ser presidente del Club Sport Emelec, ocupó el cargo de Senador por la provincia de Los Ríos, también Ministro de Defensa y Diputado.

## Biografía
Enrique Ponce conocido como Don Peche, fue amigo de George Capwell, miembro fundador de Emelec. Su padre, Alejandro Ponce Elizalde, fue el autor de los primeros estatutos de la institución azul en 1928. Debido a que a George Capwell era fanático del Beisbol, Enrique Ponce fue quien se encargó de la disciplina futbolística, convirtiéndose en el primer presidente de la comisión de futbol.  
Como presidente del Emelec logró los títulos de campeón nacional de fútbol de 1994 y el segundo bicampeonato de 2001 y 2002. Asimismo el subcampeonato de la desaparecida Copa Merconorte (actual Sudamericana) en el año 2001 y el tercer lugar en la Copa Libertadores, único en la historia de Emelec, en 1995.
Además, colaboró en la ampliación del estadio George Capwell en 1998 y el 2006.

## Fallecimiento
Falleció a los 92 años de edad, en la ciudad de Guayaquil el 26 de marzo de 2012, aquejado por una enfermedad que lo alejó de la vida política y deportiva, en su velatorio en el camposanto Parque de la Paz, sobre su féretro se colocó la bandera de Emelec.